# Philippe Servain
 (décembre 2015).
Si vous disposez d'ouvrages ou d'articles de référence ou si vous connaissez des sites web de qualité traitant du thème abordé ici, merci de compléter l'article en donnant les références utiles à sa vérifiabilité et en les liant à la section « Notes et références ».
Philippe Servain est un accordéoniste et compositeur de musique de film, entre autres pour Claude Lelouch (La Belle Histoire, Les Misérables, Tout ça… pour ça !), il a été pendant de longues années le compositeur et musicien de Philippe Léotard.

## Accordéoniste accompagnateur
- Brigitte Sauvane   -  Francis Lalanne   -   Jean Guidoni
- Georges Chelon   - Jacques Higelin   -  Renaud   -   Jacques Yvart   -  Sapho
- “Poumon d’acier”   -   Jean-Michel Gascuel   -  Philippe Léotard   -   Jill Caplan
- Mireille Rivat   -   Alexandre Louschik   -  Jonathan Kerr   -   Jean-Claude Dreyfus
- Elizabeth Wiener

## Spectacle
- 1977 : Brigitte Sauvanne au Canal St Martin
- 1978 : La Veuve Pichard avec Renaud
- 1979 : Tournée aux États-Uneis et Québec avec Jacques Yvart
- 1979-1983 : Tournées avec Francis Lalanne
- 1984 : Olympia et tournée avec Jean Guidoni / Poumon d'Acier au café de la Gare
- 1985 : Poumon d'Acier à la fête de l'humanité / Grande halle de la Vilette / Cithéa
- 1986 : Poumon d'acier / Festival de Bourges / Montparnasse 3 sur 4 et festival de Nevers
- 1990: Spectacle et tournée Philippe Léotard
- 1991 : Citoyens du Monde avec Jacques Yvart
- 1992 à 2000 avec Philippe Léotard
- 1997 : L'heure Aragon avec Francis Mc Coy pour la grande scène de la fête de l'humanité
- 1999: Écriture et création du spectacle “Fluctuat Nec Mergitur” avec A SEI VOCI dirigé par Bernard Fabre Dit Garrus
- 2000 : Voyage au Kenya pour l’enregistrement de son nouvel album.
- 2001 : Crime Passionnel avec Jean Guidoni
- 2001/ 2004 il travaille comme chef de projet / réalisateur, sur une action artistique accompagnant la réurbanisation des 4000 sud,
  - à l’occasion de la destruction des barres Ravel et Presov. Travail sur la mémoire des habitants avec le photographe Pierre Terrasson
- 2003 : Là-bas La Verrière avec la compagnie Silendo
- 2003 : Festival de Giverny avec Poumon d'Acier
- 2005 : Création d' AbracadaBrel écrit avec Allain Leprest
- 2005 : Brassens-Oukoudjava avec Alexandre Louschik
- 2006 : Alexandre Louschik - Mireille Rivat et Poumon d'Acier - Brel d'André Nerman au Tambour Royal
- 2007 : résidence avec LOU SAINTAGNE et 1936 avec Mireille RIVAT
- 2008 : LADY BLUE de Jonathan KERR
- 2009: Tournée JMF avec Alexandre Louschik - reprise de FLUCTUAT NEC MERGITUR. Concerts SOLO
- 2010 : Tournée JMF
- 2011 : Il est tard, Léo
- 2012 : Tournée FROM TWO - Il est Tardd Léo et concerts SOLO
- 2013 : Reprise de l'Opéra “La guerre des boutons” et concerts SOLO

## Opéra
- 1996 : Création de son premier Opéra d’après l’œuvre de Louis Pergaud “la guerre des boutons ”à Baume-Les-Dames. (commande de la ville et de la région,)
- 1997 : Interprète le rôle-titre de Brundibar à L’amphithéâtre de l’Opéra Bastille (création)
- 1998 : Tournée de l’Opéra Brundibar.
- 2011 : Reprise de “La Guerre des boutons” à Vesoul par Charlotte Nessi et l'ensemble Justiniana.

## Discographie
- 1978 : La bande du Rex (accordéon) de Jacques Higelin.
- 1980 : Disques avec Francis Lalanne “Amour d’en France”,et “Lalanne à la Villette”.
- 1983 : Musique du film “Les Fauves”. de Jean-Louis Daniel
- 1984 : Jean Guidoni à l’Olympia. Le Rouge et le Rose comme chef d’orchestre et orchestrateur.
- 1986 : 45 t du générique “Moi je” sur Antenne 2.
- 1987 : Participation à l’album “Naked” des Talking Heads.
- 1989 : Disque pour les non-voyants avec Jacques Yvart.
- 1990 : Sortie d’un CD de berceuses commandé par SM Prods pour la naissance de sa fille Zoé-Vérone.
- 1990 : “À l’amour comme à la guerre” avec Philippe Léotard / Grand prix de l’académie Charles Cros.
- 1991 : CD Citoyens du monde de Jacques Yvart,  “Bonjour la paix.”CD de la météo sur TF1
- 1992 : Théâtre Aleph , “Le Kabaret de la dernière chance” de Pierre Barouh et Anita Vallejo
- - Musique du film  “La belle histoire” de Claude Lelouch.
- 1993 : Musique du film, “Tout ça pour ça” de Claude Lelouch.
- 1994 : “Philippe Léotard chante Léo Ferré ” Grand prix de l’Académie Charles Cros.
- 1995 : Musique du film “Les misérables du 20e siècle” de Claude Lelouch.
- 2000 : CD “Demi mots amers” avec Philippe Léotard.
- 2001 : CD “Jambo bébé”
- 2004 : CD “Le chant des 4000”
- 2005 : CD « J’aime le Papotin ! » (Textes écrits par des autistes mis en musique et interprétés par Jacques Yvart )
- 2006 : L’Opéra Brundibar, (interprète du rôle Brundibar), enregistré à l’Opéra Bastille mise en scène par Charlotte Nessi / Justiniana
- 2008 : LADY BLUE de Jonathan Kerr (Réalisation, orchestration et interprète
- 2011 : Années Lumières / AVRILL
- 2015 : Soleil Bleu / AVRILL

## Filmographie
- 1983 : Peau d'ange de Jean-Louis Daniel
- 1984 : Les Fauves de Jean-Louis Daniel
- 1990 : Il y a des jours et des lunes de Claude Lelouch
- 1992 : La Belle Histoire de Claude Lelouch
- 1993 : Tout ça… pour ça ! de Claude Lelouch
- 1994 : La Dérive de Antonio Da Cunia Tellès
- 1995 : Les Misérables du XXe siècle de Claude Lelouch
- 2004 : Femmes de tête d' Hervé Nisic
- 2014 : Le Ministre et le Saltimbanque

## Les courts
- “La boule” de Jean Daniel,
- “Brigitte” de Christian G.,
- “Sacrés cœurs” de Nathalie Janselle
- “Les trois ponts” d’Omar Boufaïd,
- “Noël de chien” de Nadine Monfils (diff. canal+ 99)

## Fictions
Série“RG” :
- “Simon mène l’enquête” de Philippe Lefebvre
- “Le démon de midi” de Alain-Michel Blanc pour Pathé et Antenne 2 avec Victor Lanoux.
- “Un amour de village” de Tade Piasecki pour FR3.
- “Les danseurs du Mozambique” de Philippe Lefebvre, avec Thierry Lermithe.
- “Sainte Rita”, film  Canal+ en 1995.

## Génériques
- 1981 : Générique de “Moi je” de Hervé Nisic pour  Pascale Breugnot
- 1986 : Générique de l’émission “Espace francophone”.sur FR3
- 1988 : La “météo de TF1”. (diffusée pendant 5 années)
- Générique d’Antenne 2 ponctuant la seconde partie des programmes de la  soirée, réalisé par Philippe Lallemand et co-produit par Mac Guff Ligne.
- 1989 : Clips européens de l’agence Point du jour “Un pour tous”,
- 1990 : Générique FR3 “premier service” avec Point du Jour.

## Films institutionnels
- Clip de la ville de lyon
- La cité des sciences et de l’industrie “Présentation des Folies”
- La ville de paris
- Clip pour le sommet des chefs d’état francophones à Montréal dont est extrait le générique de l’émission “Espace francophone”.sur FR3
- Plusieurs films industriels.
- Générique du film “Femmes de têtes” d’Hervé NISIC pour Arte .
- Musique du DVD SEGECO